# Jerko Tipurić
Jerko Tipurić est un footballeur croate devenu entraîneur né le 14 juin 1960 à Konjic (Bosnie-Herzégovine).
Joueur du HNK Hajduk Split, il prolonge sa carrière de footballeur de 1989 à 1992, comme défenseur, dans le championnat de Belgique au Cercle Bruges KSV. Il marque 6 buts en 99 matches de championnat belge.
Il évolue ensuite au K Beerschot VAC, en Division 3, avant de revenir chez les Verts et Noirs, comme entraîneur en 1994. Sous sa direction, le Cercle de Bruges parvient en finale de Coupe de Belgique en 1996, mais il est remplacé en novembre de la même année par Rudi Verkempinck. Le club en grande difficulté, est relégué en Division 2.
Jerkp Tipurić entraîne ensuite, le KSV Waregem, puis il va au KSV Roulers, au Cercle Oedelem et au KRC Zuid-West-Vlaanderen, avant de revenir au Cercle de Bruges en 2002. Il fait remonter ce club parmi l'élite, en 2003

## Palmarès
- Finaliste de la Coupe de Belgique en 1996 avec le Cercle Bruges KSV
- Champion de Belgique D2 en 2003 avec le Cercle Bruges KSV